# Polyscias scopoliae
Polyscias scopoliae är en araliaväxtart som först beskrevs av Henri Ernest Baillon, och fick sitt nu gällande namn av Porter Prescott Lowry. Polyscias scopoliae ingår i släktet Polyscias och familjen araliaväxter. Inga underarter finns listade.